# Ugaona rezolucija
Ugaona rezolucija (prostorna rezolucija) opisuje sposobnost uređaja koji formira sliku, poput optičkog ili radio teleskopa, mikroskopa, kamere, ili oka, sa razlikuje male detalje objekta. Ona je važna odrednica rezolucije slike. Koristi se u optici primenjenoj na svetlosne talase, u teoriji antena primenjenoj na radio talase i u akustici primenjenoj na zvučne talase. Kolokvijalna upotreba termina „rezolucija“ često izaziva zabunu; kada se kaže da kamera ima visoku rezoluciju zbog njenog dobrog kvaliteta slike, ona zapravo ima nisku ugaonu rezoluciju (jer je ugaona udaljenost, ili razlika u uglu, pod kojom još uvek može da razreši pojedinačne objekte, mala). Usko povezan termin prostorna rezolucija se odnosi na preciznost merenja u odnosu na prostor, koja je direktno povezana sa ugaonom rezolucijom u instrumentima za snimanje. Rejlijev kriterijum pokazuje da je minimalno ugaono širenje koje može da se reši pomoću sistema za formiranje slike ograničeno difrakcijom na odnos talasne dužine talasa i širine otvora. Iz tog razloga, sistemi za snimanje slike visoke rezolucije kao što su astronomski teleskopi, sočiva telefoto kamera na velike udaljenosti i radio teleskopi imaju velike otvore blende.

## Definicija
Rezoluciona moć je sposobnost uređaja da razdvoji tačke objekta koji su locirane na malom ugaonom rastojanju. Termin rezolucija ili minimalno razloživo rastojanje je minimalno rastojanje između raspoznatljivih objekata na slici, mada se ovaj termin ima šire značenje u kontekstu mikroskopa i teleskopa gde opisuje rezolucionu moć. U naučnoj analizi se ovaj termin generalno koristi za opisivanje preciznosti sa kojom instrument meri i arhivira (na slici ili u spektru) neku promenljivu u studiranom uzorku.

## Rejlijev kriterijum
Rezolucija sistema za snimanje može biti ograničena bilo aberacijom bilo difrakcijom koja uzrokuje zamućenje slike. Ove dve pojave imaju različito poreklo i nisu povezane. Aberacije se mogu objasniti geometrijskom optikom i u principu se mogu rešiti povećanjem optičkog kvaliteta sistema. S druge strane, difrakcija dolazi od talasne prirode svetlosti i određena je konačnim otvorom optičkih elemenata. Kružni otvor blende sočiva je analogan dvodimenzionalnoj verziji eksperimenta sa jednim prorezom. Svetlost koja prolazi kroz sočivo ometa samu sebe stvarajući prstenastu difrakcijsku šemu, poznatu kao Erijev obrazac, ako se uzme da je talasni front propuštenog svetla sferičan ili ravan iznad izlaznog otvora.
Interakcija između difrakcije i aberacije može se okarakterisati funkcijom širenja tačke (PSF). Što je otvor blende sočiva uži, veća je verovatnoća da će u PSF-u dominirati difrakcija. U tom slučaju, ugaona rezolucija optičkog sistema se može proceniti (iz prečnika otvora i talasne dužine svetlosti) Rejlijevim kriterijumom koji je definisao Lord Rejli: dva tačkasta izvora se smatraju pravo rešenim kada se glavni difrakcijski maksimum (centar) Erijevog diska jedne slike poklopi sa prvim minimumom Erijevog diska druge, kao što je prikazano na pratećim fotografijama. (Na fotografijama koje pokazuju granicu Rejlijovog kriterijuma, centralni maksimum jednog tačkastog izvora može izgledati kao da leži izvan prvog minimuma drugog, ali ispitivanje lenjirom potvrđuje da se ta dva zaista seku.) Ako je rastojanje veće, dve tačke su dobro rešene i ako je manje, smatraju se nerešenim. Rejli je branio ovaj kriterijum na izvorima jednake snage.
Uzimajući u obzir difrakciju kroz kružni otvor, ovo se prevodi u:
{\displaystyle \theta \approx 1.22{\frac {\lambda }{D}}\quad ({\text{s obzirom da}}\,\sin \theta \approx \theta )}
gde je θ ugaona rezolucija (radijani), λ je talasna dužina svetlosti, a D je prečnik otvora sočiva. Faktor 1,22 je izveden iz proračuna položaja prvog tamnog kružnog prstena koji okružuje centralni Erijev disk difrakcionog uzorka. Ovaj broj je preciznije 1,21966989... ( A245461), prva nula Beselove funkcije prve vrste reda jedan {\displaystyle J_{1}(x)} podeljeno sa π.
Formalni Rejlijev kriterijum je blizak empirijskoj granici rezolucije koju je ranije pronašao engleski astronom V. R. Doz, koji je testirao ljudske posmatrače na bliskim binarnim zvezdama jednake sjajnosti. Rezultat, θ = 4.56/D, sa D u inčima i θ u lučnim sekundama, malo je uži nego što je izračunato pomoću Rejlijevog kriterijuma. Proračun koji koristi Ejrijeve diskove kao funkciju širenja tačke pokazuje da na Dozovoj granici postoji pad od 5% između dva maksimuma, dok po Rejlijevom kriterijumu postoji pad od 26,3%. Savremene tehnike obrade slike, uključujući dekonvoluciju funkcije širenja tačaka, omogućavaju rezoluciju binarnih datoteka sa još manjim ugaonim razdvajanjem.
Koristeći aproksimaciju malog ugla, ugaona rezolucija se može pretvoriti u prostornu rezoluciju, Δℓ, množenjem ugla (u radijanima) sa rastojanjem do objekta. Za mikroskop, to rastojanje je blisko žižnoj daljini f objektiva. Za ovaj slučaj, Rejlijev kriterijum glasi:
{\displaystyle \Delta \ell \approx 1.22{\frac {f\lambda }{D}}}.
Ovo je radijus, u ravni snimanja, najmanje tačke na koju može da se fokusira kolimirani snop svetlosti, što takođe odgovara veličini najmanjeg objekta koji sočivo može da razreši. Veličina je proporcionalna talasnoj dužini, λ, i tako, na primer, plava svetlost može biti fokusirana na manju tačku od crvene svetlosti. Ako sočivo fokusira snop svetlosti ograničenog opsega (npr. laserski zrak), vrednost D odgovara prečniku svetlosnog snopa, a ne sočiva. Pošto je prostorna rezolucija obrnuto proporcionalna sa D, ovo dovodi do pomalo iznenađujućeg rezultata da široki snop svetlosti može biti fokusiran na manje mesto od uskog. Ovaj rezultat je povezan sa Furijeovim svojstvima sočiva.
Sličan rezultat važi i za mali senzor koji snima objekat u beskonačnosti: ugaona rezolucija se može konvertovati u prostornu rezoluciju na senzoru korišćenjem f kao udaljenosti do senzora slike; ovo povezuje prostornu rezoluciju slike sa f-brojem, f/#:
{\displaystyle \Delta \ell \approx 1.22{\frac {f\lambda }{D}}=1.22\lambda \cdot (f/\#)}.
Pošto je ovo radijus Airi diska, rezolucija se bolje procenjuje po prečniku, {\displaystyle 2.44\lambda \cdot (f/\#)}

## Specifični slučajevi

### Mikroskop
Rezolucija R (ovde merena kao rastojanje, i ne treba se mešati sa ugaonom rezolucijom iz prethodnog pododeljka) zavisi od ugaonog otvora blende {\displaystyle \alpha }:
{\displaystyle R={\frac {1.22\lambda }{\mathrm {NA} _{\text{condenser}}+\mathrm {NA} _{\text{objective}}}}} where {\displaystyle \mathrm {NA} =n\sin \theta }.
Ovde je NA numerički otvor, {\displaystyle \theta } je polovina uključenog ugla {\displaystyle \alpha } sočiva, koji zavisi od prečnika sočiva i njegove žižne daljine, {\displaystyle n} je indeks prelamanja medijuma između sočiva i uzorka, a {\displaystyle \lambda } je talasna dužina svetlosti koja osvetljava ili proizilazi iz (u slučaju fluorescentne mikroskopije) uzorka.
Iz toga sledi da NA objektiva i kondenzatora treba da budu što je moguće više za maksimalnu rezoluciju. U slučaju da su oba NA ista, jednačina se može svesti na:
{\displaystyle R={\frac {0.61\lambda }{\mathrm {NA} }}\approx {\frac {\lambda }{2\mathrm {NA} }}}
Praktična granica za {\displaystyle \theta } je oko 70°. U suvom objektivu ili kondenzatoru, ovo daje maksimalan NA od 0,95. U uljnim sočivima visoke rezolucije, maksimalni NA je tipično 1,45, kada se koristi ulje za uranjanje sa indeksom prelamanja od 1,52. Zbog ovih ograničenja, granica rezolucije svetlosnog mikroskopa koji koristi vidljivu svetlost je oko 200 nm. S obzirom da je najkraća talasna dužina vidljive svetlosti ljubičasta ({\displaystyle \lambda \approx 400\,\mathrm {nm} }),
{\displaystyle R={\frac {1.22\times 400\,{\mbox{nm}}}{1.45\ +\ 0.95}}=203\,{\mbox{nm}}}
što je blizu 200 nm.
Objektivi za uranjanje u ulje mogu imati praktične poteškoće zbog svoje male dubine polja i izuzetno kratkog radnog rastojanja, što zahteva upotrebu veoma tankih (0,17 mm) poklopaca ili, u invertovanom mikroskopu, tankih Petrijevih posuda sa staklenim dnom.
Međutim, rezolucija ispod ove teorijske granice može se postići korišćenjem mikroskopije super rezolucije. To uključuje optička bliska polja (optički mikroskop za skeniranje bliskog polja) ili tehniku difrakcije koja se zove 4Pi STED mikroskopija. Objekti veličine čak 30 nm su rešeni sa obe tehnike. Pored ove fotoaktivirane lokalizacione mikroskopije može da razreši strukture te veličine, ali takođe može da daje informacije u z-smeru (3D).

## Napomene
1. ↑  In the case of laser beams, a Gaussian Optics analysis is more appropriate than the Rayleigh criterion, and may reveal a smaller diffraction-limited spot size than that indicated by the formula above.

## Literatura
- Bennett, Charles A. (2008). Principles of Physical Optics (1. изд.). Wiley. ISBN 978-0-470-12212-9.
- Born Max, Wolf Emil (1999). Principles of Optics. Cambridge: Cambridge University Press. стр. 461. ISBN 978-0-521-64222-4.
- Koleske, J.V. (2011). „Part 10”. Paint and Coating Test Manual. USA: ASTM. ISBN 978-0-8031-7017-9.
- Meeten, G.H. (1986). Optical Properties of Polymers. London: Elsevier Applied Science. стр. 326–329. ISBN 0-85334-434-5.
- Hecht, Eugene (1987). Optics (2nd изд.). Addison Wesley. ISBN 0-201-11609-X.
- Steve Chapman, ур. (2000). Optical System Design. McGraw-Hill Professional. ISBN 0-07-134916-2.
- „Eye Receptor Density”. Архивирано из оригинала 2008-04-30. г. Приступљено 2008-09-20.
- Zhang, Bo; Zerubia, Josiane; Olivo-Marin, Jean-Christophe (2007-04-01). „Gaussian approximations of fluorescence microscope point-spread function models”. Applied Optics (на језику: енглески). 46 (10): 1819—1829. Bibcode:2007ApOpt..46.1819Z. ISSN 2155-3165. PMID 17356626. doi:10.1364/AO.46.001819.

## Spoljašnje veze
- Koncepti i formule u mikroskopiji
- Melles Griot Technical Guide: Osnovi optike.
- Gausova optika.